# (231) Vindobona
(231) Vindobona és un asteroide pertanyent al cinturó d'asteroides descobert el 10 de setembre de 1882 per Johann Palisa des de l'observatori de Viena, Àustria.
Porta el nom en llatí de la ciutat austríaca de Viena.